# 東京債権回収
東京債権回収株式会社（とうきょうさいけんかいしゅう）は、かつて存在した独立系債権回収会社（サービサー）。

## 概要
1999年4月、法務大臣から初の許可（許可番号・第3号）を受け、事業を開始した。
債権の購入と回収受託業務、不動産や不良債権の証券化、信託化、M&Aなどを展開。

不動産鑑定士をはじめ、税理士、金融機関OBなど、豊富な経験と専門知識をもつスペシャリストが多数在籍し、「債権管理回収業に関する特別措置法」（サービサー法）に定める、さまざまな債権を取り扱っていた。
2001年5月には米国格付会社S&P及びFICHの格付けを、特定の金融機関や投資家に属さない独立系サービサーとして初めて取得。
2007年には中央三井信託銀行系だったCMTB総合債権回収を買収。2008年にNECリースが出資。
2010年7月29日に開かれた株主総会の決議で7月30日付けでの解散を決定、東京地方裁判所に特別清算を申請。負債額は約80億円。許可を受けた債権回収会社としては初の経営破綻となった。その後、商号をTSI株式会社に変更している。